# 松田利仁亜
松田 利仁亜（まつだ りにあ、1979年5月30日 - ）は、NHKのアナウンサー。

## 人物
山形県村山市出身。山形県立山形南高等学校、早稲田大学卒業後、2002年4月に入局。
アナウンサーになるきっかけは、1998年の長野オリンピックと2000年のシドニーオリンピックがきっかけだった。

## 現在の担当番組
- ロクいち!福岡 （キャスター：2025年3月31日 - ）
- ニュース845福岡（不定期）
- ニュース645福岡（不定期）

## 過去の担当番組
大分放送局時代（2002年度 - 2006年7月）
- 大分県のニュース・中継・リポート

秋田放送局時代（2006年8月 - 2009年度）
- ニュースこまち（キャスター）（2008年3月3日 - 2010年3月19日）
- 秋田県のニュース・中継・リポート

東京アナウンス室時代（1度目）（2010年度 - 2013年度）
- あさイチリポーター（2010年4月 - 2013年3月）
- 情報LIVE ただイマ! リポーター（2012年10月 - 2013年2月）
- ニュースウオッチ9 リポーター（2013年3月22日 - 2014年3月14日）

松山放送局時代（1度目）（2014年度 - 2017年3月10日）
- いよ×イチ（メインキャスター）（2014年3月31日 - 2016年4月1日）
- 四国羅針盤（メインキャスター）（2016年4月8日 - 2017年3月10日）

東京アナウンス室時代（2度目）（2017年3月17日 - 2021年度）
- 金曜イチから（メインキャスター）（2017年3月17日 - 2018年3月16日）
- ごごナマ（リポーター）（2017年4月 - 2019年3月）
- 首都圏情報 ネタドリ!（関東甲信越ローカル）（メインキャスター）（2018年4月13日 - 2022年3月18日）
- 2018年7月の平成30年7月豪雨発生時には勤務経験のある松山局に応援で派遣され、災害情報を中心にローカルニュースを担当した。
- アイデア対決・全国高等専門学校ロボットコンテスト2018全国大会（実況：2018年11月25日（BS1）・2018年12月24日（総合テレビ））
- ゆく時代くる時代〜平成最後の日スペシャル〜（2019年4月30日）
- 平野レミの早わざレシピ!2020初春（2020年1月12日）
- チョイス@病気になったとき（リポーター（チョイスコンシェルジュ））（2020年4月 - 2022年3月）
- Eテレ0655 （ナレーション）（2020年4月 - 2022年3月）
- 2021年8月12日に、熊本放送局に応援で派遣され、ローカルニュースを担当した。
- 2020年東京パラリンピック開会式（2021年8月24日）NHK BS4K・NHK BS8Kでの実況
- ニュース・気象情報（不定期）

松山放送局時代（2度目）（2022年度 - 2024年度）
- ひめポン!（キャスター）（2022年4月4日 - 2025年3月21日）
- ひめポン!845（不定期）
- 愛媛県・四国地方のニュース
- 平野レミの早わざレシピ（進行）（2022年7月18日）
- えひめふる里山歩きスペシャル（進行）
  - 「春夏編」（2023年12月27日）
  - 「秋冬編」（2023年12月28日）

福岡放送局時代（2025年度 - ）
- もっと福岡を。（2025年3月28日 - 30日・福岡県域） - 『ロクいち!福岡』担当変更予告。一橋忠之、姫野美南、庭木櫻子と共に出演。